# Diocese de Sapë
A Diocese de Sapë (em latim: Dioecesis Sappensis) é uma diocese da Igreja Católica, sufragânea da Arquidiocese de Shkodër-Pult, na Albânia. Até 2010, haviam sido contados 70.300 batizados em uma população de cerca de 203.000 habitantes. Hoje é liderada pelo bispo Simon Kulli.

## Território
A diocese está localizada na região norte da Albânia. A sede episcopal é a aldeia de Vau i Dejës, onde fica a Catedral de Madre Teresa. A diocese, no entanto, leva o nome da cidade de Sapë, que está localizada às margens do Lago Escútare, na foz do rio Drin.
O território está dividido em 32 paróquias.

## História
A diocese foi erigida em 1062 pelo Papa Alexandre II.
Em 1444 as dioceses de Dagno, Sardenha e Sapë foram unidas, mas essa união durou pouco.
Em 1491 o local foi novamente unido à diocese da Sardenha, mas ainda no século XVI, havia duas linhas distintas de bispos com os uniões ocasionais in persona episcopi.
Na primeira metade do século XVI, a diocese enfrentou um período de decadência. Houve um longo de de sede vacante, que durou até 1560. Em 1594, a catedral estava em ruínas.
Em 1703 a diocese incorporou algumas paróquias que pertenciam à Diocese de Pult.
No início do século XX a residência do bispo mudou-se para a aldeia de Nënshat, a sudeste de Shkodër.
Em 25 de janeiro de 1930, a breve papal Incumbentis Nobis, de Pio XI, redefiniu os limites entre a diocese de Sapë e a Arquidiocese de Shkodër.
Durante o período comunista albanês, em que o estado declarava-se ateu, a diocese fiocu em sede vacante de 1947 a 2000.
Em 28 de julho de 2012, o  Papa Bento XVI nomeou o cardeal Santos Abril y Castelló como seu enviado especial para a celebração do 950º aniversário da diocese, marcada para 29 de setembro de 2012.

## Líderes
- Pedro (mencionado em 1291)
- Paolo (? - 1376)
- Benvenuto, OFM (2 de julho de 1376 - ?)
- Pietro Zaccaria (4 de maio de 1395 - ?)
- Nicola (1414 - cerca de 1422)
- Michele (3 de julho de 1422 - após a 1428)
- Pietro, OSB (13 de julho de 1425 - após a 1428)
- Matteo Ermolao (6 de março de 1433 - 11 de abril de 1440)
- Giorgio (13 de junho de 1440 - ?)
- Emanuele, OP (1459 - ?)
  - Bartolomeo Barbarigo (1468 - 11 de outubro de 1471) (administrador apostólico)
- Marino Summa (22 de fevereiro de 1473 - ?)
- Gabriele, O.F.M. (10 de março de 1479 - ?)
  - Biagio (27 de novembro de 1489 - 1490) (administrador apostólico)
- Prosdocimo (20 de dezembro de 1490 - cerca de 1500)
- Pietro Strebbigna (1503 - 1508)
- Domingo García, O.P. (5 de julho de 1508 - ?)
- Giorgio (? - 1513)
- Pierre Tallon, O.F.M. (27 de junho de 1513 - ?)
- Juan Buenaventura Valderrama, O.F.M. (3 de setembro de 1518 - ?)
- Afonso Cavalheiro, O.F.M. Conv. (6 de fevereiro de 1521 - ?)
  - Sede vacante (? - 1560)
- Teobaldo Bianchi (26 de abril de 1560 - outubro de 1582)
- Giorgio Palma (9 de setembro de 1583 - cerca de 1590)
- Nicola Bianchi (7 de novembro de 1594 - 1617 ou 1618)
- Simoni Jeçi (26 de outubro de 1620 - 1621)
- Pietro Budi (21 de julho de 1621 - dezembro de 1622)
- Giorgio Bianchi (22 de maio de 1623 - 1º de outubro de 1635)
- Francesco Bianchi (17 de dezembro de 1635 - 1644)
- Giorgio Bianchi (14 de novembro de 1644 - 16 de outubro de 1646)
- Simeone de Summis, O.F.M. (27 de maio de 1647 - 1672)
- Estefano de Gaspar (29 de maio de 1673 - 14 de fevereiro de 1680)
- Martin Jelić (28 de setembro de 1682 - 14 de fevereiro de 1684)
- Giorgio Teodori (12 de novembro de 1685 - julho de 1706)
- Egidio Quinto, O.F.M. Ref. (21 de março de 1707 - 8 de fevereiro de 1719)
- Marino Gini (29 de março de 1719 - 1720)
- Giovanni Galata (30 de setembro de 1720 - 15 de novembro de 1728)
- Basilio Lindi (15 de dezembro de 1728 - novembro de 1744)
- Lazzaro Uladagni (9 de março de 1746 - 21 de julho de 1749)
- Giorgio Uladagni (27 de abril de 1750 - 9 de março de 1765)
- Nicola Lindi (5 de agosto de 1765 - antes de 19 de agosto de 1791)
- Giovanni Logorezzi (26 de setembro de 1791 - 1795)
- Antonio Angelo Radovani (27 de junho de 1796 - 8 de julho de 1808)
- Marco Negri (8 de julho de 1808 - 13 de maio de 1820)
- Lekë Suma (5 de dezembro de 1820 - 23 de dezembro de 1826)
- Lazzaro Uladagni Bianchi (24 de abril de 1827 - 13 de abril de 1829)
- Pietro Borzi (18 de dezembro de 1829 - 13 de fevereiro de 1839)
  - Giovanni di Spalatro O.F.M.Obs. (24 de setembro de 1839 - ?)
  - Antonio Bassić (10 de janeiro de 1840 - ?)
- Giorgio Labella, O.F.M.Ref. (2 de outubro de 1840 - 26 de novembro de 1844)
- Pedro Severini, O.F.M.Ref. (26 de novembro de 1844 - 6 de novembro de 1873)
- Giulio Marsili, O.F.M.Obs. (11 de novembro de 1873 - 11 de maio de 1890)
- Lorenzo Petris de Dolammare (5 de agosto de 1890 - 12 de junho de 1892)
- Gabriele Neviani, O.F.M.Ref. (10 de janeiro de 1893 - antes de 12 de março de 1900)
  - Pietro Sereggi, O.F.M. (31 de março de 1900 - ?)
- Lazer Mjeda (10 de novembro de 1900 - 24 de dezembro de 1904)
- Giacomo Sereggi (7 de agosto de 1905 - 14 de abril de 1910)
- Gjergj Koleci (21 de setembro de 1911 - 2 de janeiro de 1928)
- Zef Gjonali (13 de junho de 1928 - 30 de outubro de 1935)
- Nikolla Vinçenci Prennushi, O.F.M. (27 de janeiro de 1936 - 26 de junho de 1940)
- Gjergj Volaj (26 de junho de 1940 - 3 de fevereiro de 1947)
  - Sede vacante (1947-2005)
- Dodë Gjergji (23 de novembro de 2005[1] - 12 de dezembro de 2006)
- Lucjan Avgustini (12 de dezembro de 2006 - 22 de maio de 2016)
- Simon Kulli (15 de junho de 2017 - atual)

## Estatísticas
A diocese, até o final de 2010, em uma população de 203 mil pessoas havia contabilizado 70.300 batizados, correspondendo a 34,6% do total.